# Justyna Steczkowska
Justyna Maria Steczkowska (Rzeszów, 2 de agosto de 1972) es una famosa cantante y actriz polaca.

## Biografía
Descendiente de una familia de músicos, tocó el violín en una banda con su familia hasta que decidió dedicarse a cantar.
Justyna Steczkowska alcanzó la fama cuando ganó en 1994 uno de los concursos de canción más populares de su país, el Szansa na sukces, con la canción "Boskie Buenos (Buenos Aires)". Posteriormente, ese mismo año, participó en el Festival de la Canción de Opole, donde obtuvo el premio al "Mejor artista novel".
En 1995 fue elegida internamente por la TVP como segunda representante de Polonia en el Festival de la Canción de Eurovisión. Justyna interpretó "Sama" (Sola) y quedó en decimoctava posición de 23 participantes, con tan sólo 15 puntos.
Los años siguientes participó en varios festivales y editó diversos álbumes, en los que interpretó distintos estilos musicales desde el folk al pop. Tras unos cuantos discos con sus propias canciones, lanza Alkimja, un álbum con canciones judías y sefardíes cantadas en polaco. Más tarde vino "Femme Fatale", un álbum con las mejores y más conocidas canciones de las mujeres fatales de todos los tiempos. 
Tras ganar la preselección polaca para el Festival de la Canción de Eurovisión 2025, Justyna representaría a Polonia 30 años más tarde con su canción Gaja. De esta forma se convirtió en la poseedora del récord de pausa más larga entre dos actuaciones en la historia de la competición.

## Discografía
- 1996 - Dziewczyna Szamana
- 1997 - Naga
- 1999 - Na koniec świata (Banda sonora)
- 2000 - Kolędy i pastorałki
- 2000 - Dzień i noc
- 2001 - Mów do mnie jeszcze
- 2002 - Alkimja
- 2003 - Moja intymność (o Złota kolekcja, Grandes éxitos)
- 2004 - Femme Fatale
- 2007 - Daj mi chwilę
- 2008 - Daj mi chwilę (re-edycja)
- 2008 - Puchowe kołysanki
- 2009 - To mój czas
- 2011 - Mezalianse
- 2012 - XV
- 2013 - Puchowe kołysanki 2
- 2014 - Anima
- 2015 - I na co mi to było?
- 2019 - Maria Magdalena. All Is One
- 2022 - Szamanka
- 2023 - Steczkowska Demarczyk
- 2024 - Witch Tarohoro

## Filmografía
- 1998 - Billboard (TV) como Anita.
- 1999 - Na koniec świata como Teresa.
- 2005 - Stratosfera (TV) como actriz invitada.
- 2011 - Kanadyjskie sukienki como Bożena.
- 2019 - Jak poślubić milionera como Pola.